# Tanjung Sigoni
Tanjung Sigoni is een bestuurslaag in het regentschap Batu Bara van de provincie Noord-Sumatra, Indonesië. Tanjung Sigoni telt 458 inwoners (volkstelling 2010).